# Begonia Bowera

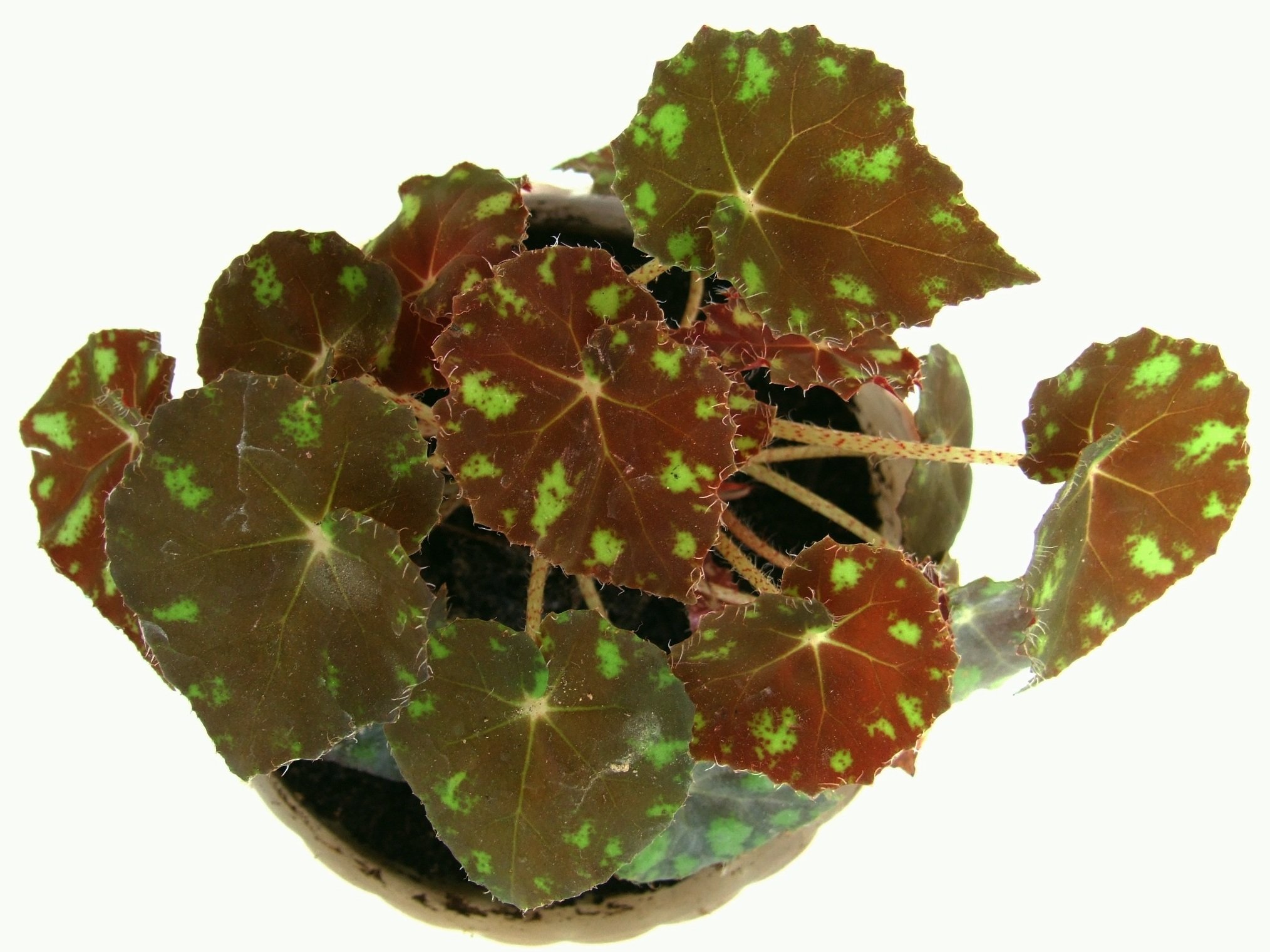
`Tiger`

Begonia Bowera (Begonia bowerae) – gatunek rośliny z rodziny begoniowatych. W stanie dzikim rośnie w środkowym Meksyku. Jest uprawiana jako roślina ozdobna, w Polsce głównie jako roślina pokojowa. Ogrodnicy zaliczają ją do grupy begonii drobnolistnych o ozdobnych liściach. W uprawie znajdują się głównie ozdobne kultywary.

## Morfologia
Typowa odmiana ma wzniesiony pokrój i żywozielone, sercowato-okrągłe i niesymetryczne liście o czarnobrązowych brzegach, kwiaty są drobne, delikatnie różowo nakrapiane. W uprawie najczęściej spotyka się odmianę `Tiger`, zwaną też begonią tygrysią. Charakteryzuje się ona brązowymi liśćmi z jasnozielonymi plamami przypominającymi odcisk kociej łapy. Brzegi blaszki liściowej są owłosione długi włoskami.

## Uprawa
- Wymagania: Jest łatwa w uprawie, jest też jedną z częściej uprawianych w mieszkaniach odmian begonii. Lubi ziemię przewiewną, lekką. Jest wrażliwa na przeciągi i zanieczyszczenia, szczególnie wyziewy z piecyków gazowych. Przez lato i zimę w zupełności wystarcza jej normalna temperatura pokojowa. Najlepsza jest standardowa ziemia torfowa. Należy ją trzymać w miejscu dobrze naświetlonym, np. na parapecie okiennym, lub w jego pobliżu. Dobrze rośnie w małej doniczce, gdy jednak staje się zbyt ciasna, należy roślinę na wiosnę przesadzić do doniczki większej o jeden numer.
- Pielęgnacja: Podlewać należy wodą bezwapniową, nie zwilżając przy tym liści; latem dwa razy w tygodniu, zimą co 7–10 dni. Od kwietnia do września należy roślinę zasilać rozcieńczonym nawozem wieloskładnikowym. Gdy powietrze jest nadmiernie suche liście należy zraszać. Nie należy nabłyszczać liści. Przycinanie nie jest potrzebne, roślina bowiem nie tworzy wydłużonych pędów jak np. begonia koralowa. Nie wymaga również czyszczenia liści
- Rozmnażanie: Rozmnaża się łatwo poprzez podział rozrośniętych kęp, które wytworzyły nowe pędy. Bardzo łatwo można ją też ukorzenić z sadzonek pędowych (kawałek łodygi z liśćmi). Sadzonki te można ukorzeniać w wodzie, a potem zasadzić do doniczki, lub bezpośrednio w ziemi w doniczce.